# Pałac w Zebrzydowicach
Pałac w Zebrzydowicach – zabytkowy pałac w Zebrzydowicach, w powiecie cieszyńskim, dawniej gotycki zamek.

## Historia
Pierwszy zamek został wzniesiony na przełomie XV/XVI wieku. Świadczą o tym odkryte fragmenty ścian o gotyckim rodowodzie. Także same umiejscowienie obiektu sugeruje jego obronny charakter. Położony nad rzeką Pietrówką od wschodu i północy otoczony był stawem, od zachodu bagnistą łąką. Z powodu późniejszych przebudów oraz braku materiałów ikonograficznych nie jest możliwe odtworzenie jego pierwotnego wyglądu. 
Najstarszymi właścicielami zamku była rodzina Mikesz z Jedłownika (ok. 1467 r.), która sprzedała zamek Janowi Burzejowi z Klvova. Kolejnym właścicielem zamku był Paweł z Kornic i Šumperku. W roku 1524 Hynek Bielik z Kornic za kwotę 1550 węgierskich dukatów sprzedał Zebrzydowice (razem z pobliskimi Marklowicami) Jerzemu Liszce z Niemieckiej Lutyni. Jego wnuk Hynek Liszka odziedziczył rodowy majątek w roku 1575. Dzięki Hynkowi posiadamy najstarszą wzmiankę o „twierdzy Zebrzydowice”. 14 marca 1580 doszło do krwawej bójki między goszczącym w Zebrzydowicach Jaremiaszem Szobiszowskim a gospodarzem. W jej wyniku Hynek został poważnie zraniony, a dla potomnych zachował się sądowy opis zajścia. Kłopoty ze zdrowiem i zadłużenie Zebrzydowic zmusiły Hynka do sprzedania wsi w roku 1583.
W następnych wiekach często zmieniali się właściciele miejscowości, a majątek zebrzydowicki podzielono na kilka działów. W wyniku tego wyodrębniły się Zebrzydowice Górne, w których istniał drewniany dwór, niezachowany do dziś oraz Zebrzydowice Dolne, w nich znajduje się pałac wzniesiony w miejscu wcześniejszego zamku.
13 marca 1747 roku hrabia Karol Józef Hoditz von Volfranitz sprzedał zamek Franciszkowi Ludwikowi Mattencloit i jego żonie Marii Agnieszce, uzyskawszy za niego cenę 35.000 florenów. Zamek przebudowany został na otoczony parkiem pałac (rezydencje reprezentacyjną) w stylu barokowym w 1764 r. przez barona Jana Ryszarda von Mattencloit i jego małżonkę Marię Renatę von Beess. Majątek pozostał w rękach baronów de Mattencloit przez 140 lat, a zebrzydowicki dwór stał się ich główną siedzibą przeżywając wówczas czas swej największej świetności. Przy wykorzystaniu starych murów wzniesiono pałac na planie prostokąta w stylu niemieckiego baroku. Po stronie północno-zachodniej pałacu rozciągał się, ukształtowany w formie dwóch tarasów, prawie dwuhektarowy park. Parter budowli oszkarpowano co nawiązywało do jej obronnych początków. Pierwsze piętro oddzielone zostało gzymsem od przysadzistego przyziemia. Jego narożniki zostały zaokrąglone, elewacje ozdobiono lizenami z belkowaniem, które oddzielały od siebie prostokątne okna nakryte ozdobnymi gzymsami. Główną ozdobą frontowej ośmioosiowej fasady stał się przewyższający elewację ryzalit, z szeroką bramą w parterze, na piętrze ujęty parami pilastrów o kompozytowych kapitelach i zwieńczony trójkątnym przyczółkiem. W jego szczycie umieszczono okrągły kamienny kartusz z herbami baronów de Mattencloit i Bees (wokół herbów znajdują się nieczytelne dzisiaj napisy fundatorów >ETE>MATTENCLOIT>RENATA>TE>BEEHS i zatarta data, prawdopodobnie 1764). Całość budynku została przykryta mansardowym dachem z dwoma symetrycznymi lukarnami.
Jan Baptysta de Mattencloit w 1836 r. wykupił Zebrzydowice Górne i ponownie zjednoczył wioskę. Jednakże przeprowadzone po Wiośnie Ludów w roku 1848 zmiany znoszące obowiązek pańszczyzny spowodowały poważne kłopoty finansowe rodziny de Mattencloit. W roku 1887 zadłużenie majątku przekroczyło jego wartość i decyzją Sądu Obwodowego w Cieszynie został wystawiony na licytację. Dodatkowo w 1888 r. zmarł ostatni z rodu właściciel Zebrzydowic – Emeryk Emanuel de Mattencloit. Zadłużoną wieś, 25 kwietnia 1888 r. zakupił hrabia Henryk Larisch von Mönnich, ówczesny właściciel Frysztackiego Państwa Stanowego, pochodzący z jednego z najbardziej wpływowych rodów w Austro-Węgrzech, czesko-austriackiego rodu Larischów. Pod koniec XIX wieku nowi właściciele przebudowali pałac - do piętrowego budynku dobudowali oficyny. Ostatnim właścicielem pałacu (jak i Zebrzydowic) był Jan Henryk hrabia Larisch von Mönnich.
Podczas II wojny światowej pałac spłonął, lecz po zniszczeniach wojennych został zrekonstruowany w latach 1958-1963 r., a po rozbudowie w 1970 r. przeznaczony na cele kulturalne. Miejscowe władze, jako nowy właściciel pałacu, postanowiły wówczas dobudować do wschodniej ściany salę widowiskową. Obecnie znajduje się tu Gminny Ośrodek Kultury i Punkt Informacji Turystycznej oraz restauracja, a na terenach przylegających do pałacu znajduje się amfiteatr, molo widokowe oraz Ośrodek Sportów Wodnych "Młyńszczok".

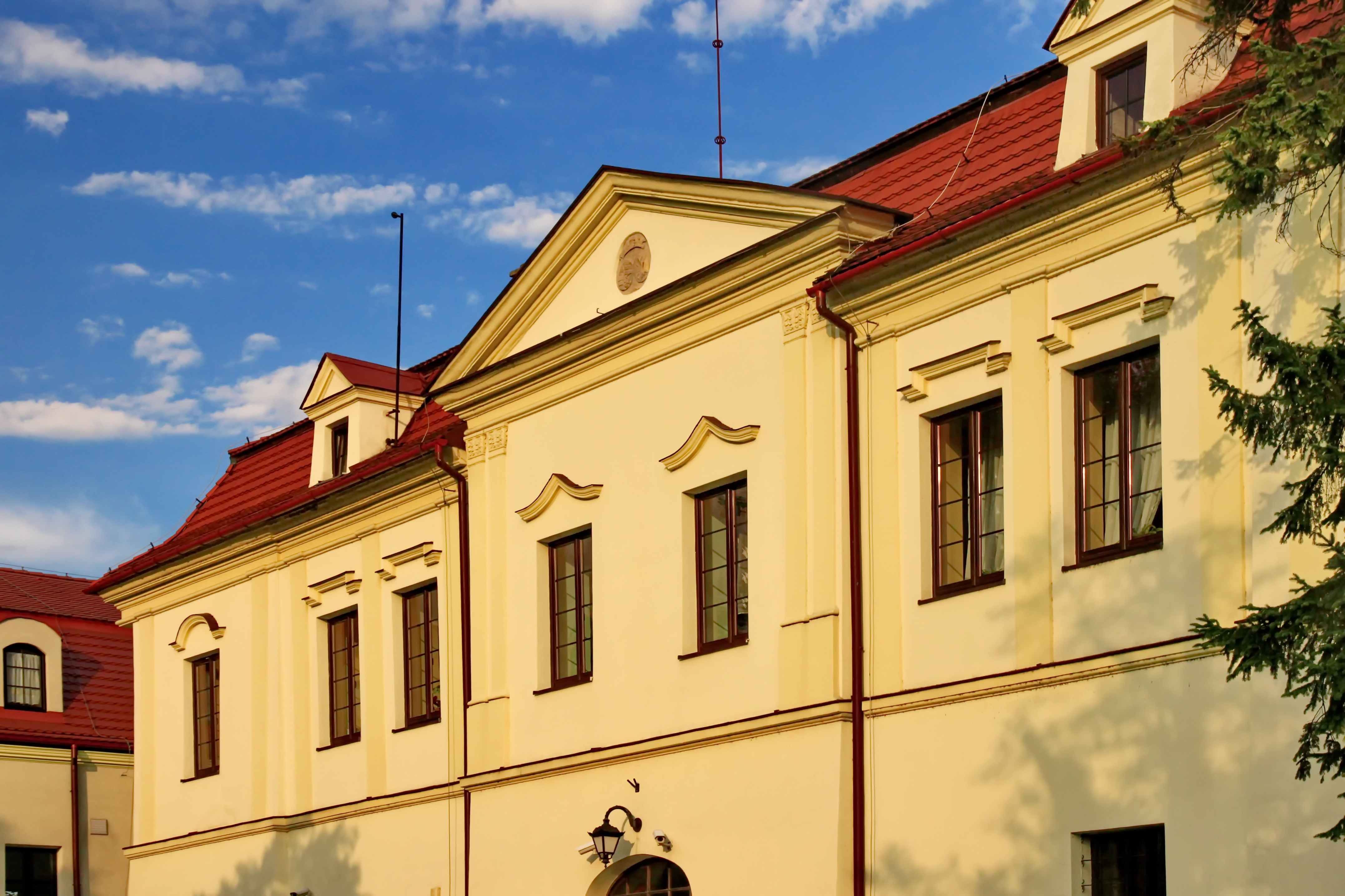
Fasada z herbami
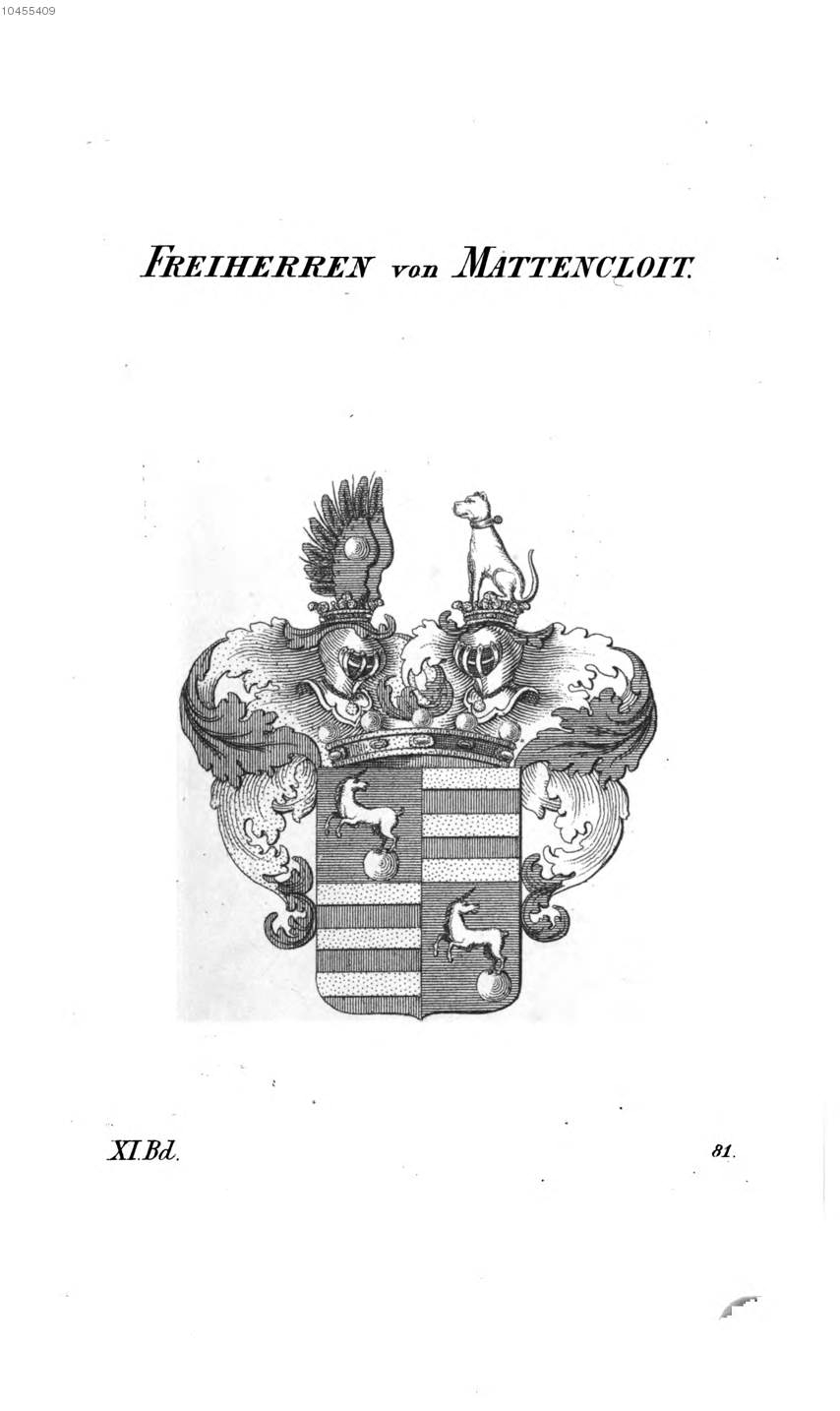
Herb Mattencloit
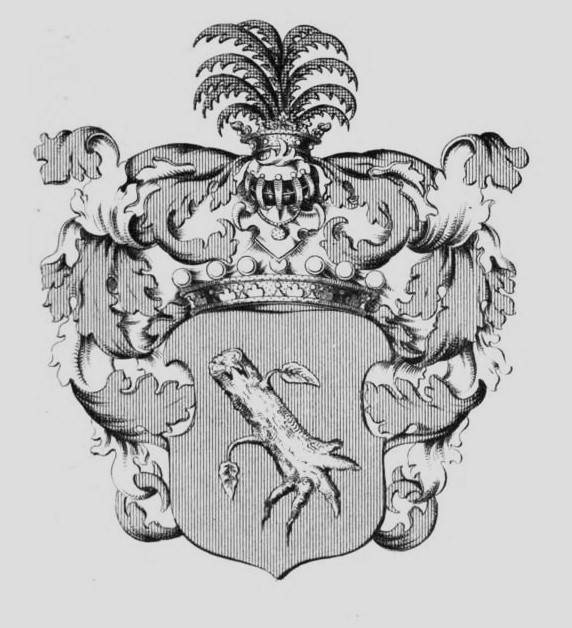
Herb von Bees

## Turystyka
Tuż obok pałacu przebiegają znakowane szlaki:
- czerwona trasa rowerowa nr 24 (Pętla rowerowa Euroregionu Śląsk Cieszyński)
- żółta trasa rowerowa nr 271 - Jastrzębie-Zdrój - Zebrzydowice (28 km)
- zielona trasa rowerowa nr 13 - Rybnik - Jastrzębie-Zdrój - Ustroń (82 km)
- Jastrzębski Szlak Krajoznawczy im. Jerzego Fudzińskiego (35,90 km) → trasa: Zebrzydowice – Turza Śląska[4]
- Szlak Zamków nad Piotrówką – Kończyce Wielkie – Kończyce Małe – Zebrzydowice – Marklowice Górne – Marklowice Dolne – Pierstna – Piotrowice koło Karwiny – Skrbeńsko – Gołkowice (25 km)